# Karl II. von Liechtenstein-Kastelkorn

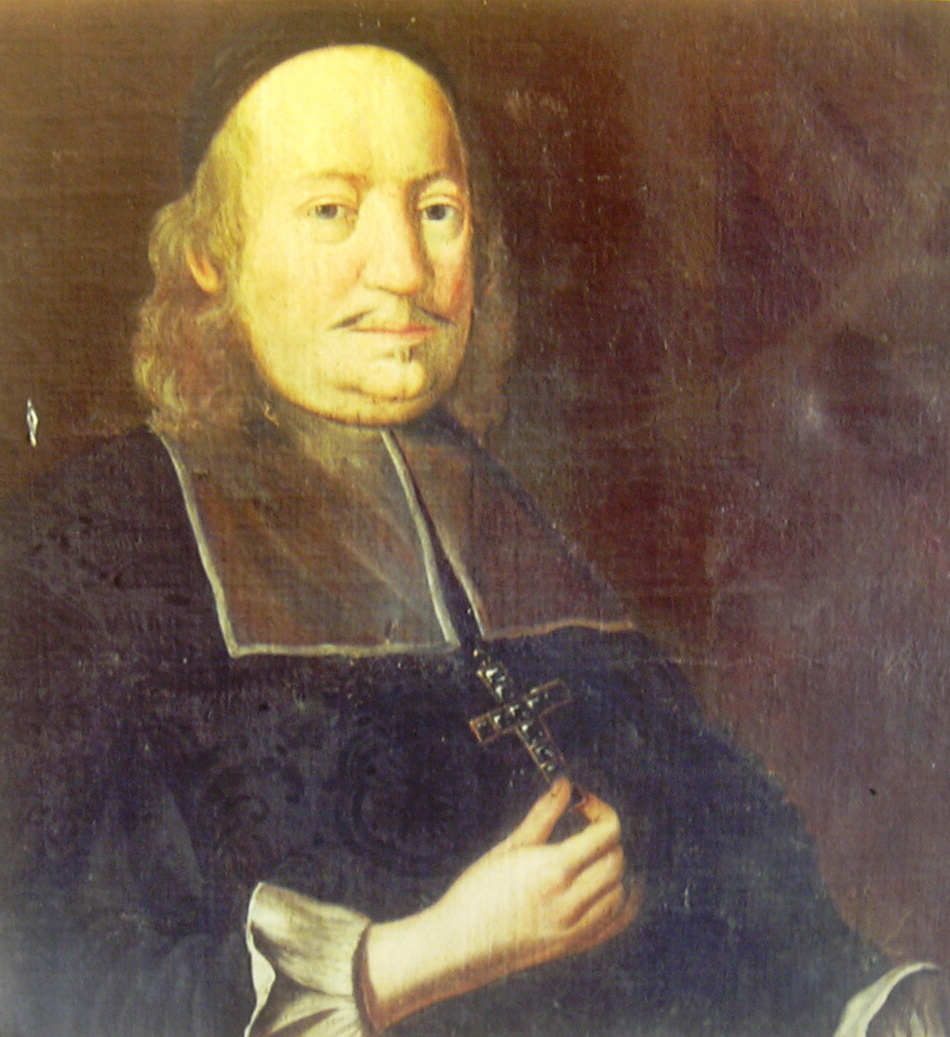
Karl II. von Liechtenstein-Kastelkorn, Bischof von Olmütz (1664–1695)

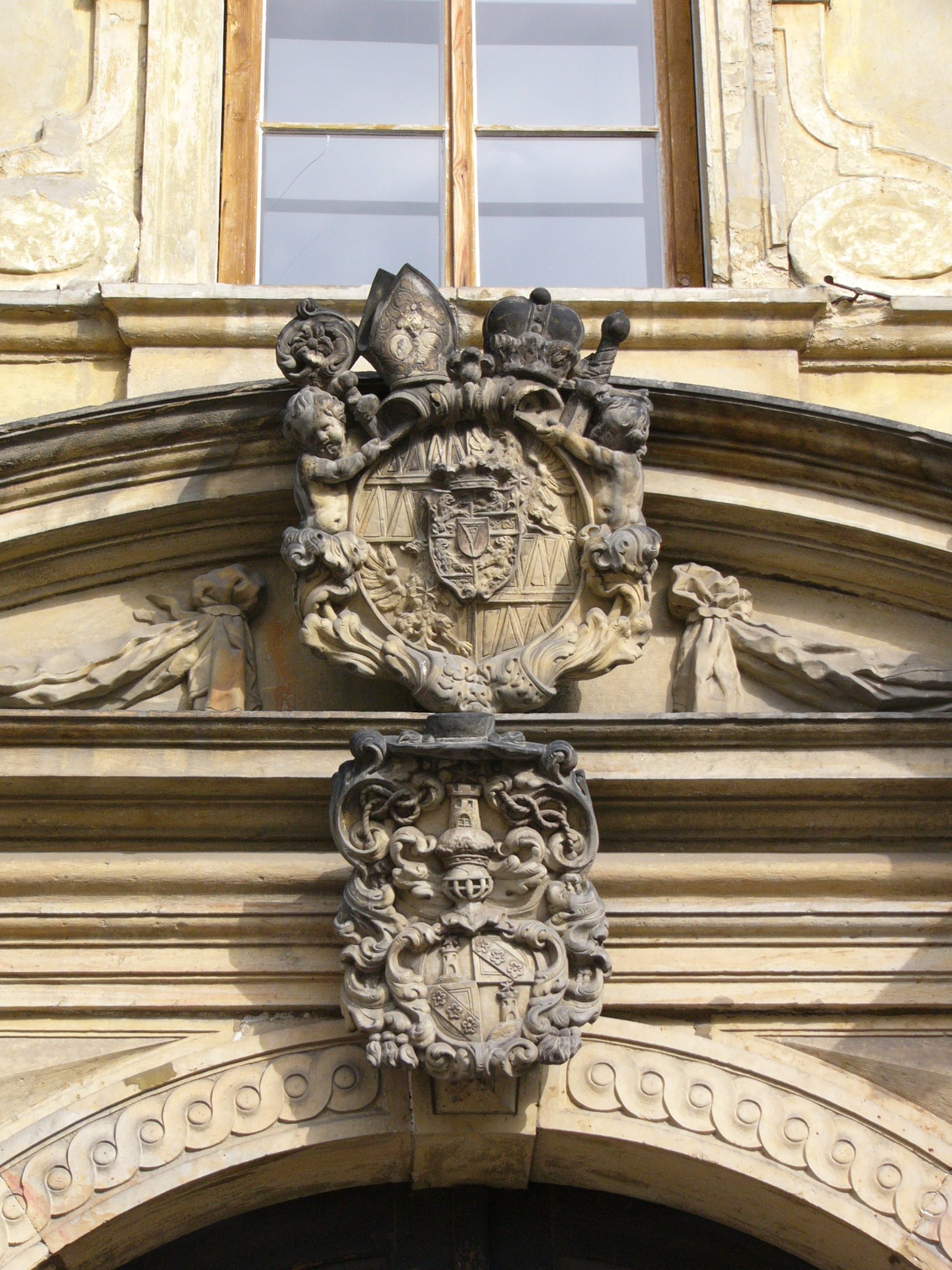
Wappen von Karl II. von Liechtenstein-Kastelkorn in Olmütz (oben)

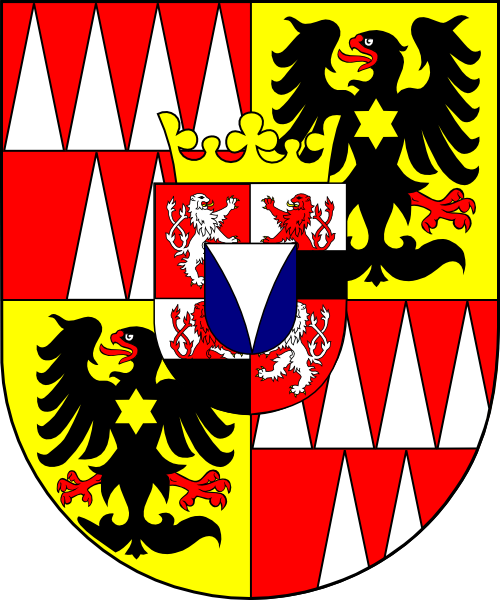
Wappen Karl II. von Liechtenstein-Kastelkorn, Bischof von Olmütz (1664–1695)

Karl von Liechtenstein-Kastelkorn (* 17. März 1623 in Glatz, Grafschaft Glatz; † 23. September 1695 in Olmütz, Markgrafschaft Mähren) war als Karl II. Bischof von Olmütz sowie gewählter Fürstbischof von Breslau.

## Familie
Karl von Liechtenstein-Kastelkorn entstammte dem Südtiroler Adelsgeschlecht Liechtenstein-Kastelkorn. Seine Eltern waren der Kaiserliche General und Statthalter sowie Landeshauptmann der Grafschaft Glatz Rudolf Philipp von Liechtenstein-Kastelkorn und Freiin Klara Vintler von Runkelstein.

## Leben
Karl von Liechtenstein-Kastelkorn besuchte zunächst das Katholische Gymnasium in seiner Geburtsstadt Glatz und anschließend die ersten drei Grammatikalklassen bei den Jesuiten in Innsbruck. Danach studierte er in Ingolstadt, wo er 1658 zum Dr. iur. utr. promoviert wurde. 1637 wurde Karl Domherr in Salzburg, wo er ab 1654 auch Rat, Kammerpräsident und Domdechant war. Zudem besaß er Kanonikate in Olmütz (1641) und Passau (1643). 1655 wurde er zum Priester geweiht.
Nach dem Tod des Olmützer Bischofs Karl Joseph von Österreich wählte das Domkapitel am 12. März 1664 Karl von Liechtenstein-Kastelkorn einstimmig zu dessen Nachfolger. Die Wahl wurde am 28. Juni des Jahres durch Papst Alexander VII. bestätigt.
Während seiner langen Amtszeit wurden in Olmütz zahlreiche Sakral- und kirchliche Profanbauten im Barockstil errichtet. Nach den Zerstörungen des Dreißigjährigen Krieges ließ er die bischöfliche Stadt Kremsier, in der er unbeschränkter Grundherr war, wieder aufbauen und Straßen, Wasserleitung sowie Kanalisation anlegen. Im neu errichteten Schloss, das um einen Barockgarten erweitert wurde, gründete er eine Gemälde- und Musikaliensammlung sowie eine halböffentliche Bibliothek mit 4000 Büchern. Die bischöflichen Schlösser bzw. Festungen Hochwald, Keltsch bei Mährisch Weisskirchen, Mürau und Wischau wurden erweitert und die Konventgebäude in Hradiště bei Olmütz erbaut.
1666 veröffentlichte Karl Richtlinien für das Leben der Weltpriester, für den Jugendunterricht und für den Unterhalt der kirchlichen Gebäude. Die korrekte Führung der Kirchenbücher, von denen jährlich eine Abschrift an das bischöfliche Konsistorium abgeliefert werden musste, wurde streng überwacht. Die Aufteilung der Diözese in die Archidiakonate Olmütz, Brünn, Znaim und Troppau blieb bis zur Abtrennung des Bistums Brünn im Jahre 1777 bestehen.
Karl förderte die Verehrung der mährischen Landespatrone Cyrill und Method und erklärte 1675 zudem den Hl. Josef zum Schutzpatron Mährens.
Zur Hebung des Schulwesens berief Karl 1675 die Piaristen, denen er in Kremsier ein Kolleg und ein Gymnasium (1687) sowie die Johanniskirche überließ. Weitere Kollegien wurden in Altwasser (1690) und in Freiberg (1694) errichtet.
1682 wurde Karl, dem ein päpstliches Breve über seine Wählbarkeit für alle anderen Bistümer Deutschlands vorlag, vom Breslauer Domkapitel zum Bischof von Breslau gewählt. Da Kaiser Leopold I. einen eigenen Kandidaten durchsetzen wollte, verhinderte der Wiener Hof die päpstliche Bestätigung. Nachdem Papst Innozenz XI. Karl vor die Alternative stellte, sich für Olmütz oder Breslau zu entscheiden, blieb Karl in Olmütz. Das Amt des Breslauer Bischofs konnte er deshalb nicht antreten.
Unter seiner Regierung wurde während der Hexenprozesse von Groß Ullersdorf Dekan und Pfarrer Christoph Alois Lautner wegen angeblicher Hexerei am 18. September 1685 in Müglitz lebendig verbrannt.